# Argo, Alabama
Argo là một thị trấn thuộc quận Jefferson, tiểu bang Alabama, Hoa Kỳ. Dân số năm 2009 là 1961 người, mật độ đạt 70 người/km².